# Lycée de Forks
Ne doit pas être confondu avec Forks High School.
Le lycée de Forks est le lycée fictif fréquenté par Bella Swan, l'héroïne de 17 ans de la série des romans fantastiques Twilight de Stephenie Meyer,

## L'établissement

### Dans le roman
Dans Fascination, après son déménagement pour la ville de Forks, Bella Swan y rencontre Edward.

## Les élèves
Dans Fascination, un petit groupe d'élèves vers lequel Bella Swan se rapproche l'accueille et l'introduit à la vie du lycée.
- Bella Swan
- Edward Cullen, un lycée qui se révèlera être un vampire
- Jessica Stanley est une camarade de classe de Bella
- Lauren Mallory
- Mike Newton
- Éric Yorkie
- Tyler